# Норгайм
Норгайм (нім. Norheim) — громада в Німеччині, розташована в землі Рейнланд-Пфальц. Входить до складу району Бад-Кройцнах. Складова частина об'єднання громад Бад-Мюнстер-ам-Штайн-Ебернбург.
Площа — 3,15 км2. Населення становить 1533 ос. (станом на 31 грудня 2020).

## Галерея

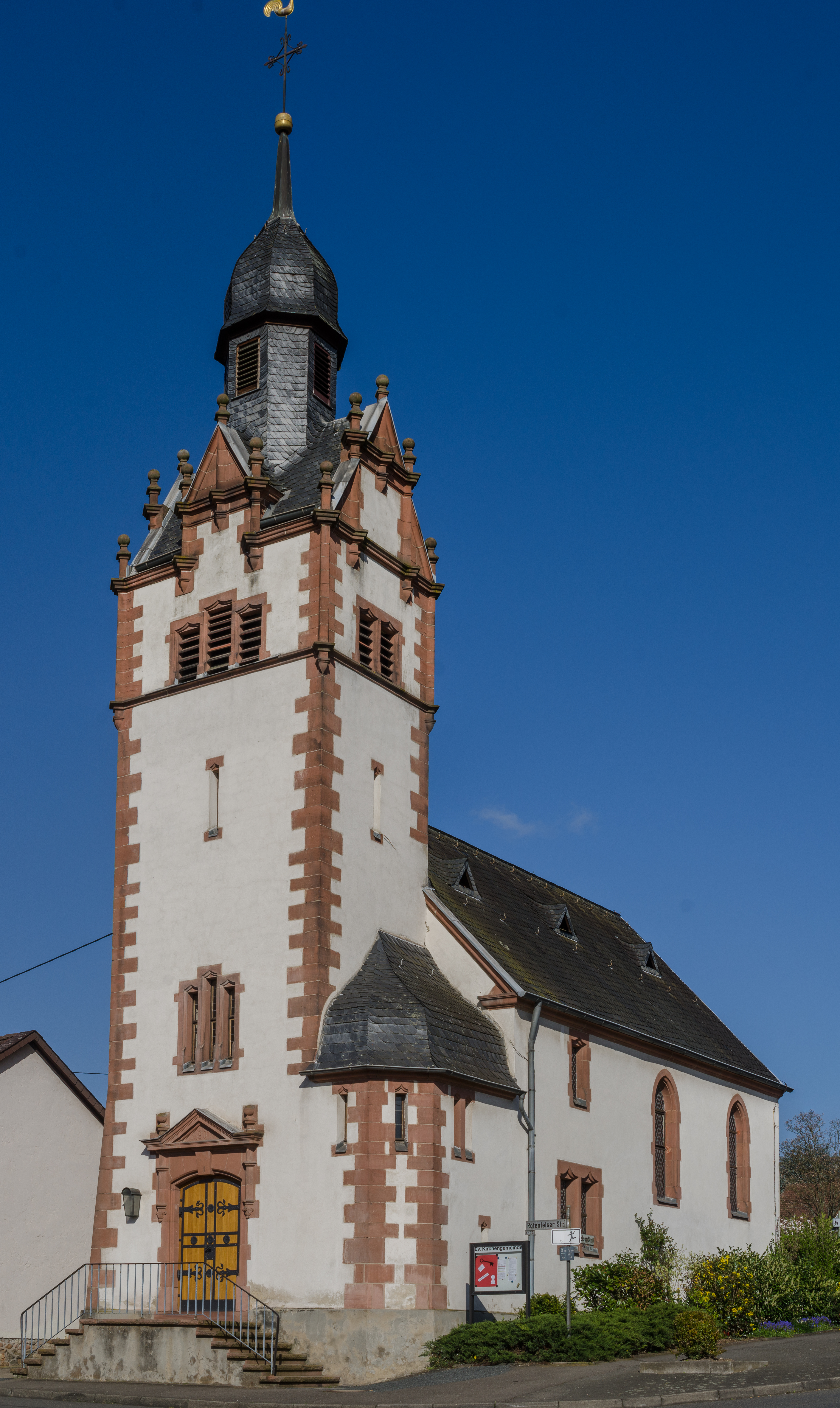
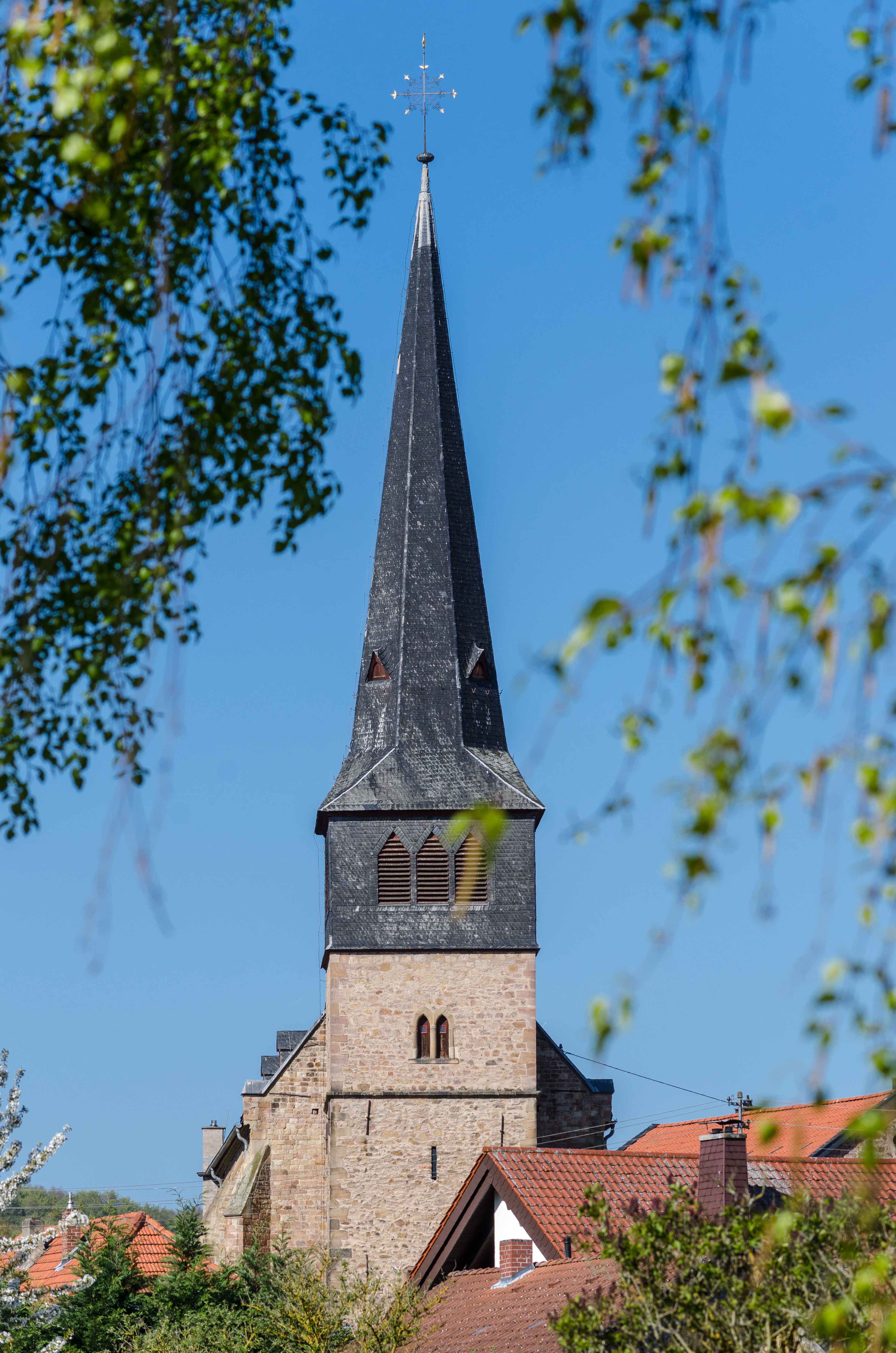
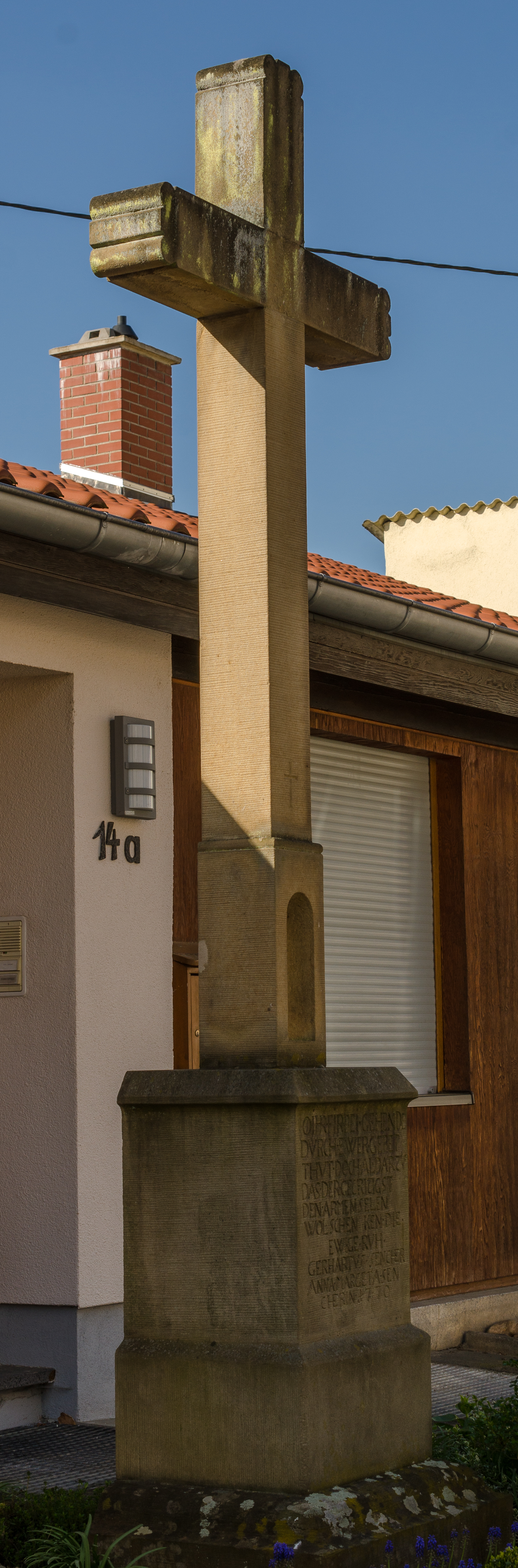
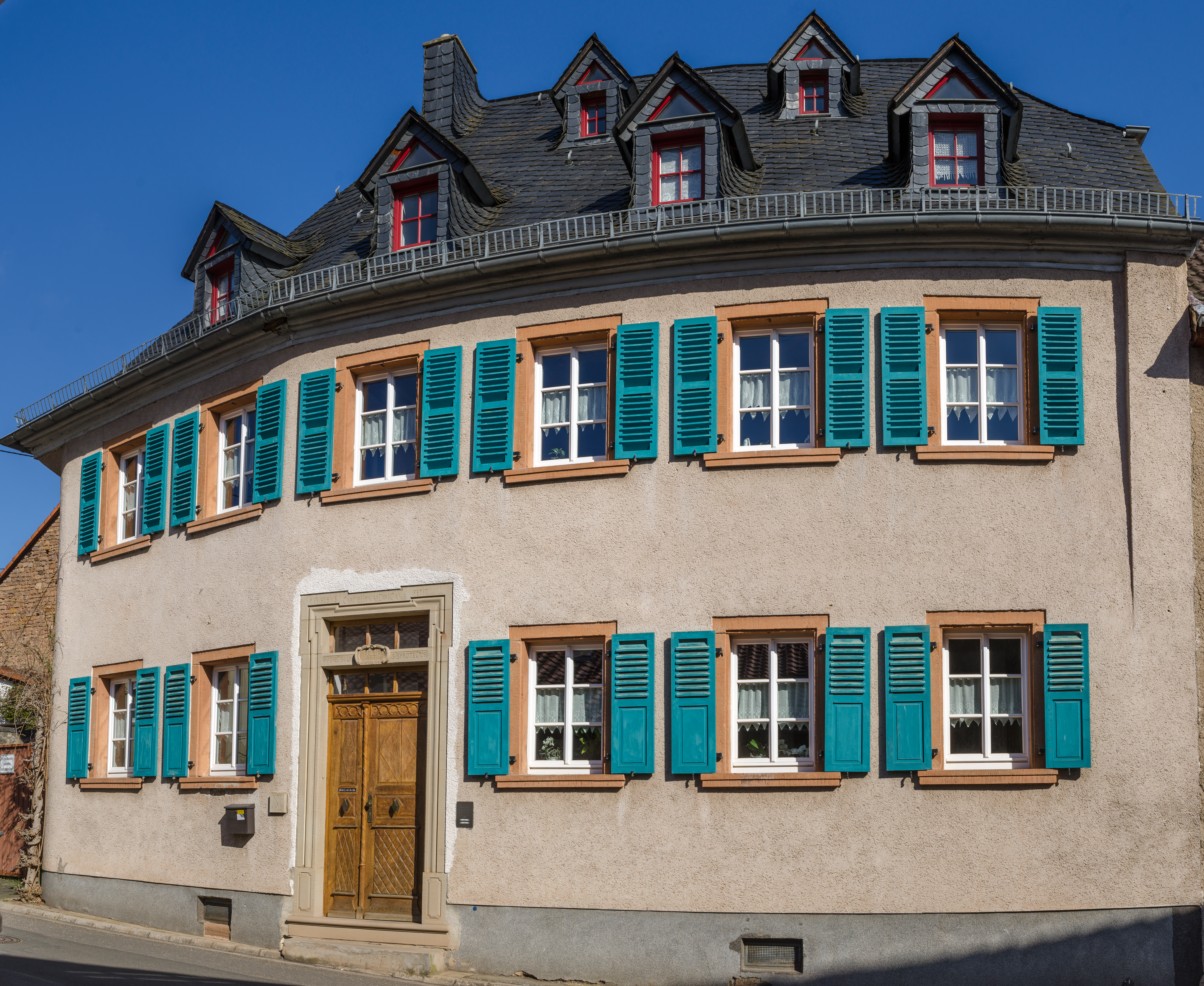